# Rural del Prado

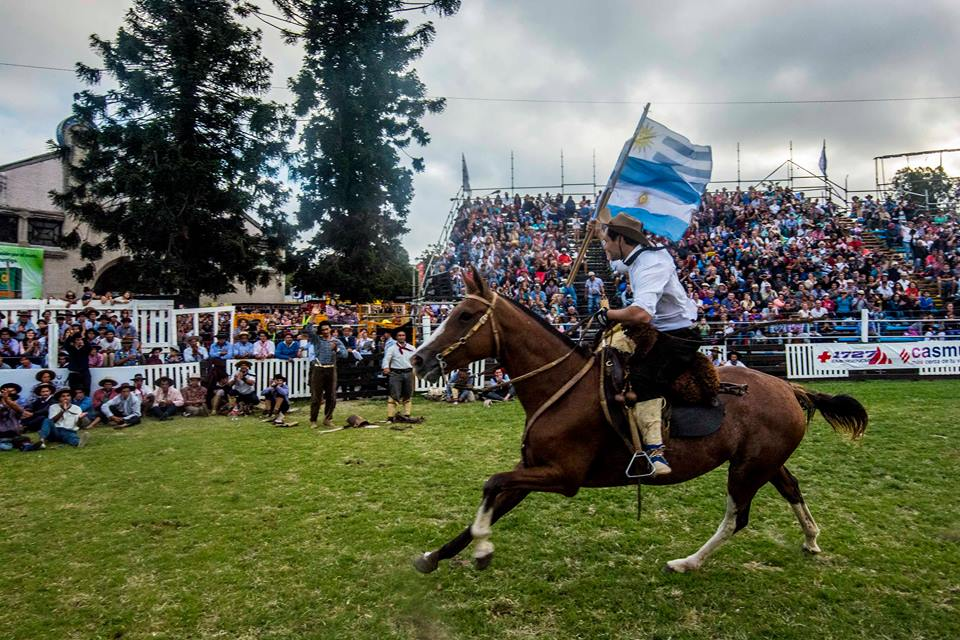
Jineteadas llevadas a cabo en la Criolla del Prado

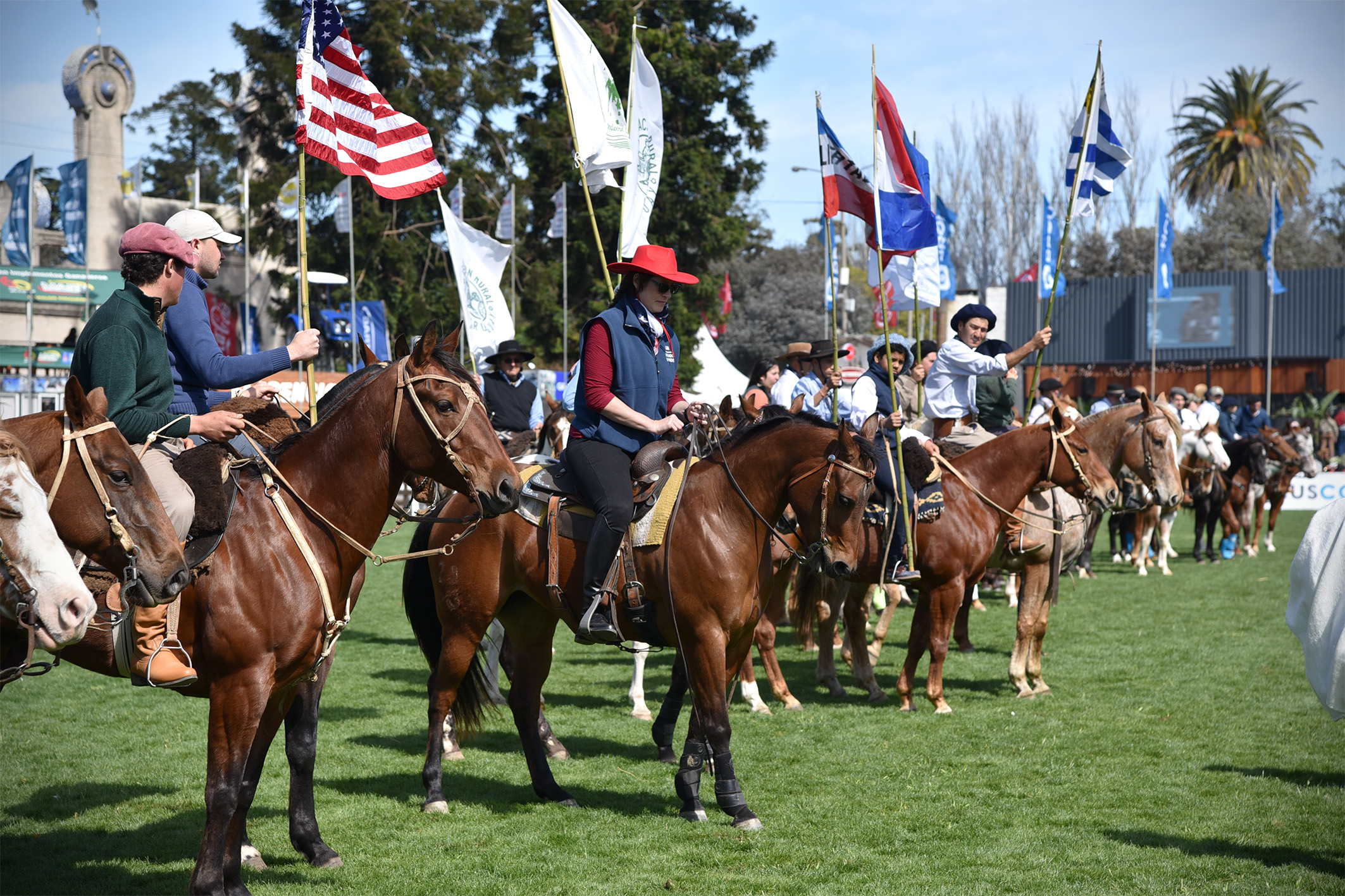
Visita de la embajada de Estados Unidos en la Expo Prado 2023.

Semana Criolla en la Rural del Prado en 1929.

La Rural del Prado es un predio ferial y sede de la Asociación Rural del Uruguay (ARU). Ubicado en el barrio homónimo de Montevideo, ocupa un área de aproximadamente 6 hectáreas. Administrado por la Intendencia de Montevideo, el terreno se encuentra en régimen de concesión a la ARU. En él se realizan diversas exposiciones anuales, destacándose la Exposición Internacional de Ganadería, Muestra Internacional Agroindustrial y Comercial (Expo Prado) y la Semana Criolla del Prado, organizada por la comuna capitalina.

## Eventos destacados

### Exposición Internacional de Ganadería (Expo Prado)
La Exposición Internacional de Ganadería, Muestra Internacional Agroindustrial y Comercial, conocida como Expo Prado, es el principal evento agropecuario del país. Se celebra anualmente en septiembre desde 1913, aunque sus antecedentes se remontan a junio de 1883, cuando la recién fundada ARU realizó la primera exposición rural uruguaya en un predio frente a la actual Plaza de los Treinta y Tres.
La muestra reúne a productores, empresas y visitantes para exhibir ganado en pie, maquinaria agrícola y novedades del sector. Constituye un referente regional para el intercambio tecnológico y comercial del ámbito agroindustrial.

### Semana Criolla del Prado
Organizada por la Intendencia de Montevideo desde 1925 durante la Semana de Turismo, este festival celebra las tradiciones gauchas mediante jineteadas, espectáculos de folclore, ferias artesanales y muestras de gastronomía criolla.

### Festivales musicales
El predio ha albergado importantes eventos musicales desde los años setenta:
- Década de 1970: Presentaciones de rock local auspiciadas por Josefina Herrán, esposa del entonces presidente Juan María Bordaberry.
- 1986: Primera edición del Montevideo Rock con artistas como Sumo, Los Prisioneros y Legião Urbana.
- 2001-2014: Conciertos de No Te Va Gustar (2001, 2010), Buitres Después de la Una (2008, 2013), Alejandro Sanz (2013) y Queens of the Stone Age (2010).
- 2010: Última edición del Pilsen Rock.[4]
- Desde 2012: Espacio utilizado para tablados carnavaleros.

## Galería histórica
El complejo incluye edificios emblemáticos con aplicaciones de trencadís, técnica arquitectónica modernista. Destacan las obras de Cayetano Buigas y Juan María Aubriot de 1913.

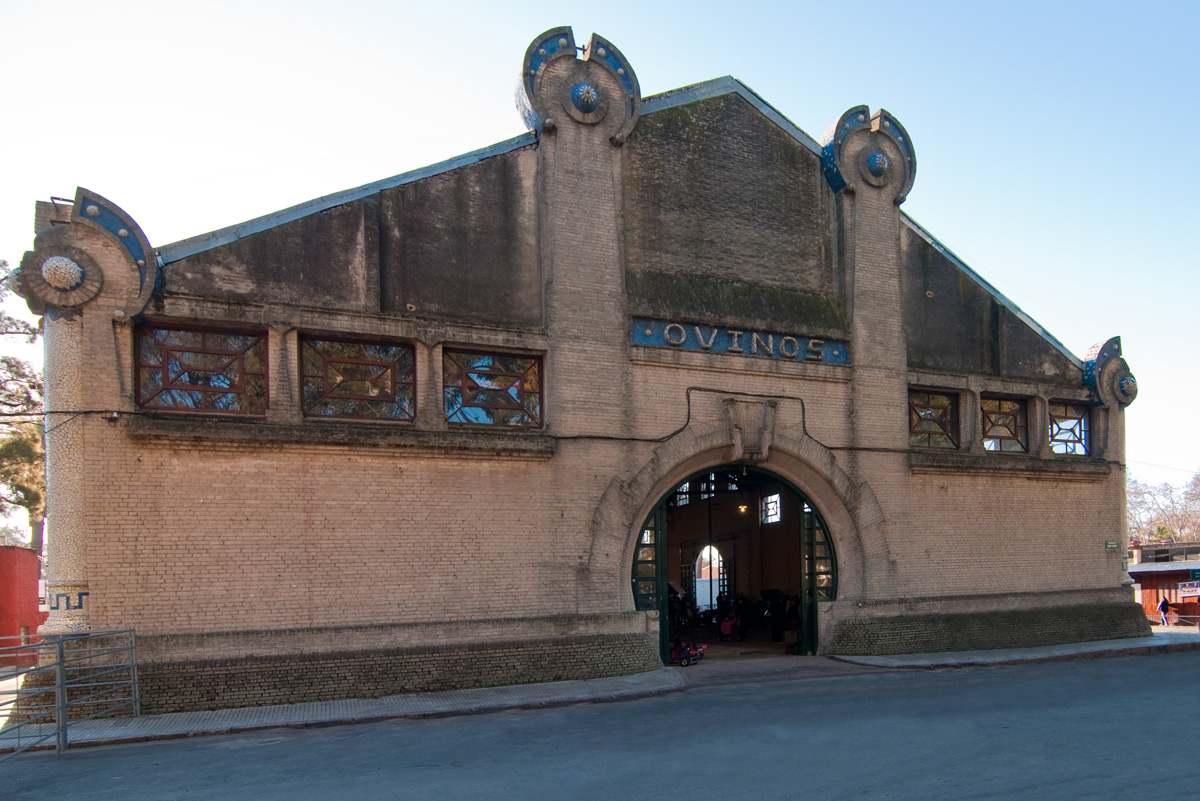
Un pabellón de exposiciones en la Rural del Prado
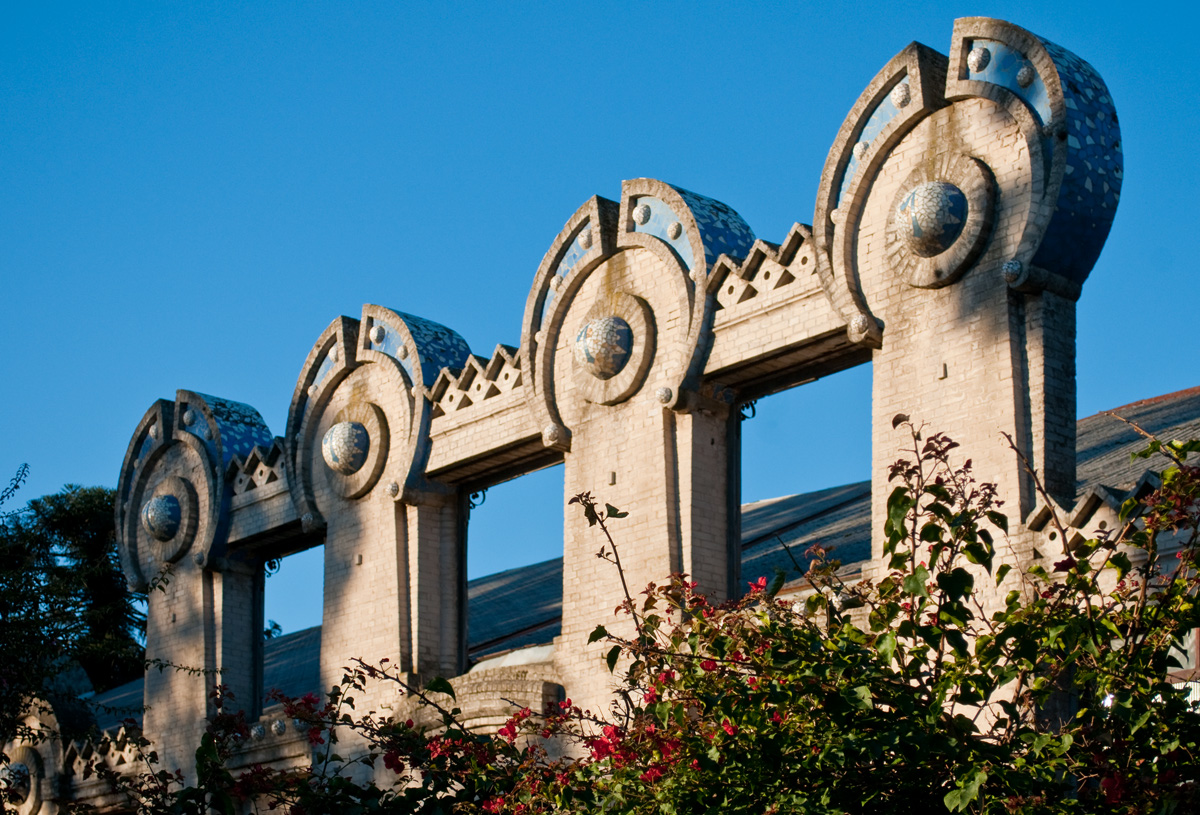
Detalle del trencadís de un pabellón de exposiciones en la Rural del Prado, obra de Cayetano Buigas, Juan María Aubriot y F. Gómez Ferrer, 1913.

## Acceso y ubicación
Coordenadas: 34°51′40″S 56°12′20″O / -34.86111, -56.20556.